# دوروتا نوواکوفسکا
دوروتا نوواکوفسکا (لهستانی: Dorota Nowakowska؛ زادهٔ ۱۰ اوت ۱۹۶۴) بازیگر و صداپیشه اهل لهستان است.
از فیلم‌ها یا مجموعه‌های تلویزیونی که وی در آن‌ها نقش داشته‌است، می‌توان به خانه کشیش، مزرعه، دستورالعمل زندگی و دوستان اشاره نمود.